# Kalanchoe orgyalis

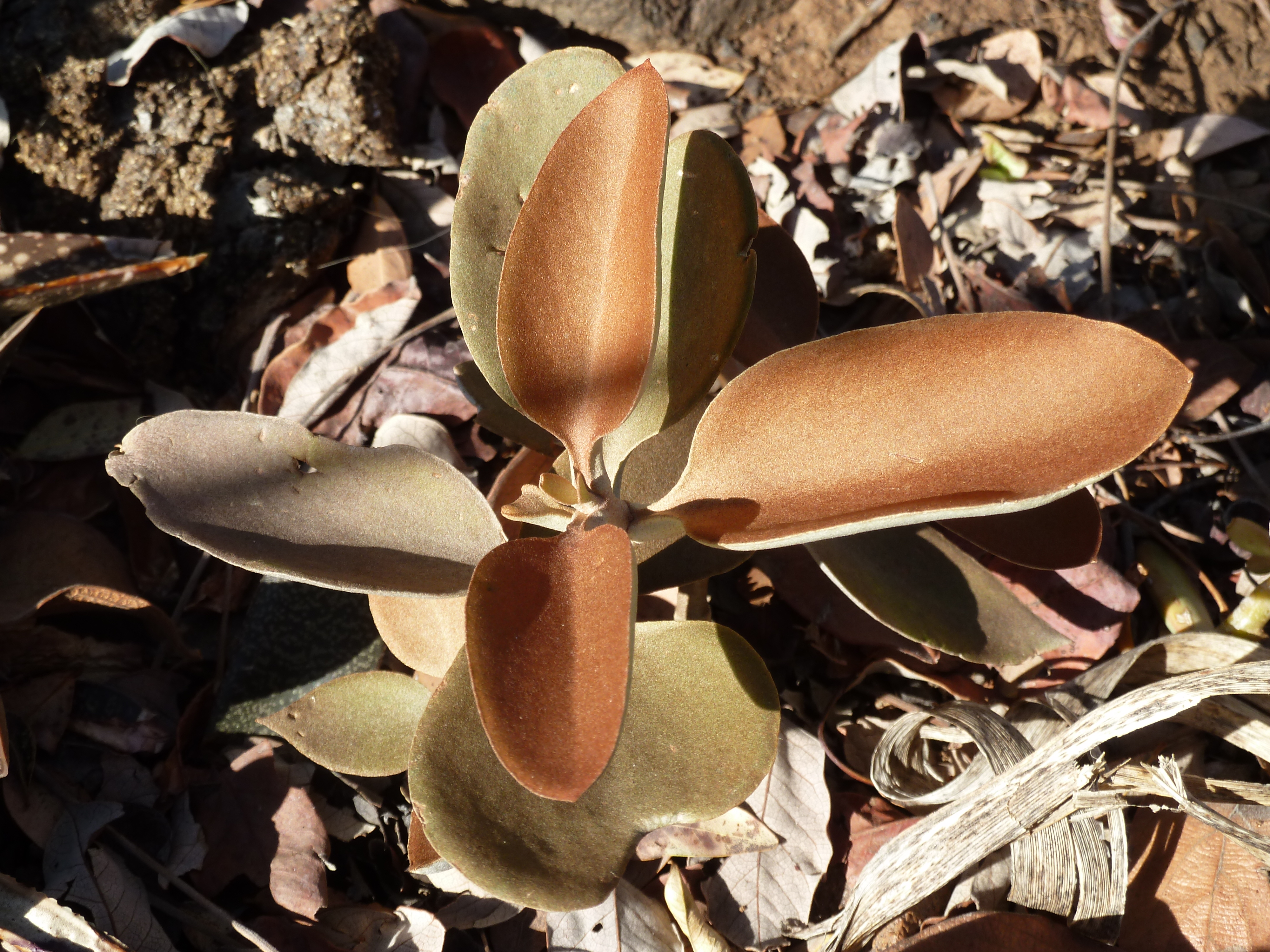
Kalanchoe orgyalis

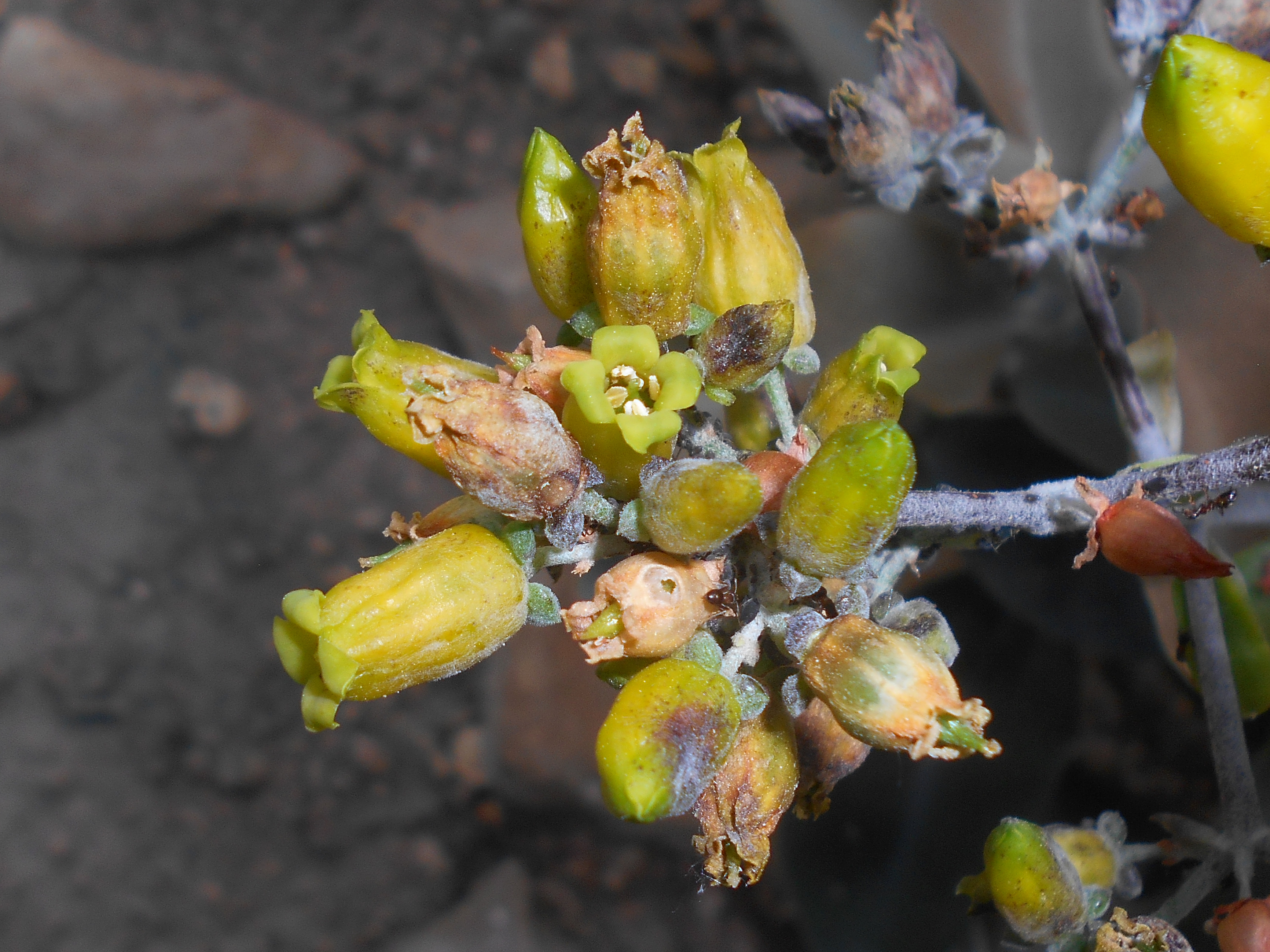
Flors

Kalanchoe orgyalis és una espècie de planta suculenta del gènere Kalanchoe, que pertany a la família Crassulaceae.

## Descripció
És una planta suculenta, escassament ramificada, arbustiva, d'1-1,5 m d'alçada o més, amb suport, però habitualment és una planta més petita.
De creixement lent, però finalment forma una planta bastant elegant, que destaca per la seva pubescència fina, de color bronze, semblant al paper de vidre, que cobreix les fulles. Amb el temps, les fulles inferiors es tenyeixen de color plata, creant un bon contrast amb les noves fulles de color coure.
La tija és erecta, ramificada i vigorosa. Els brots joves són de pèl llarg.
Les fulles són peciolades, oblongues espatulades-ovades, el·líptiques o lanceolades, que es pleguen cap amunt des del centre, apuntades a l'àpex i estretes a la base, de 5 a 15 cm de llarg i de 3,5 a 10 cm d'ample, de color verd, bronze o marró rovellat, amb un color gris verdós o platejat al revers. L'anvers està cobert amb una pubescència característica, de feltre, formada per uns pèls en forma d'estrella, de color canyella, que acaben envellint amb el mateix color que el revers. Pecíol de 5 a 15 mm de llarg. Marge sencer.
La inflorescència (tirs) és més o menys densa, 45 a 100 cm d'alçada.
Les flors són de color groc brillant, erectes o repartides en grups terminals a les puntes de la branca. Pedicel de 5 a 15 mm de llarg. Corol·la en forma d'urna, de quatre vores, molt carnosa, groga, glabra o de pèl llarg. Segments, estesos-triangular-ovats, amb una punta fina i punxeguda, de 2,5 a 5 mm de llarg i de 3 a 6 mm d'ample. Tub gairebé circular a forma d'ou, carnós, cònic i lleugerament estret per sobre, de 3 a 5 mm de llarg i d'1 a 3 mm d'ample. Estams units per sobre de la meitat del tub i que no sobresurten per sobre de la corol·la. Anteres ovades i d'1,5 a 2 mm de llargada. Nectaris trapezoïdals a semicirculars d'uns 1,5 mm de llargada. Carpel de 6 a 10 mm de llarg, estils de 2 a 2,5 mm de llarg.
Està estretament relacionat amb Kalanchoe bracteata.

## Distribució
Planta endèmica del sud i sud-oest de Madagascar. Creix entre arbusts sobre afloraments rocosos i sòls secs.

## Taxonomia
Kalanchoe orgyalis va ser descrita per John Gilbert Baker (Baker) i publicada al Journal of Botany, British and Foreign. London. 20: 110.1882.

### Etimologia
Kalanchoe: nom genèric que deriva de la paraula cantonesa "Kalan Chauhuy", 伽藍菜 que significa 'allò que cau i creix'.
orgyalis: epítet de la paraula grega 'orgya', una mesura d'uns 6 peus i es creu que fa referència a la mida del creixement de les plantes.

### Sinonímia
- Kalanchoe antanosiana Drake
- Kalanchoe cantonasyana Drake